# Cornwall

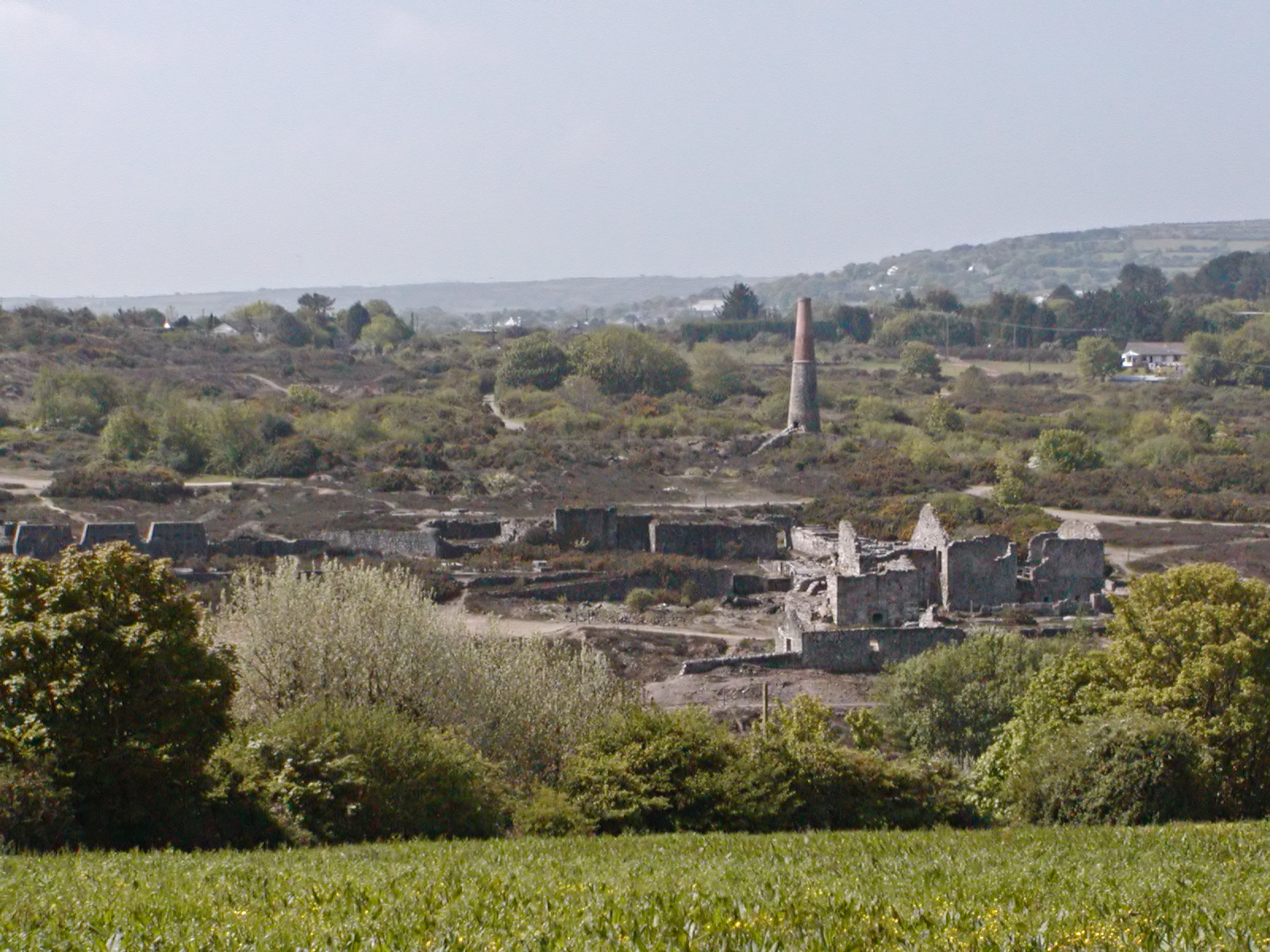
A Poldice bánya maradványai Gwennapben

Cornwall (IPA: [ˈkɔːnwəl]; korni nyelven Kernow, [ˈkɛɾnɔʊ̯]) Angliának a Tamar folyótól és Devontól délnyugatra fekvő félszigeten elhelyezkedő legnyugatibb megyéje. Megyeszékhelye és egyetlen city jogállású települése Truro. Cornwall területe 3563 km², amelybe a félszigettől 45 km-re délnyugatra fekvő Scilly is beletartozik. Cornwall közepesen sűrűn lakott terület, lakossága 513 528, népsűrűsége 144 fő/km².
Cornwall híres vad, mocsarakkal borított területeiről, hosszú és változatos tengerpartjáról és enyhe klímájáról. Szintén híres kőkori és az iparosodás korából származó leleteiről, köztük a cornwalli és a nyugat-devoni bányavidék világörökségi helyszínek is. Így a gazdaság egyik legfontosabb bevételi forrása a turizmus (24%), bár a terület az ország legszegényebb része az egy főre eső bért tekintve. (Az ország átlagjövedelmének az itteni csupán 62%-a.)
A területen élő cornwalliak kelta eredetű népcsoport, inkább a walesiekkel és a skótokkal állnak rokonságban, mint az angolokkal.

## Földrajza
Cornwall a Brit-sziget délnyugati félszigetének végén fekszik, így ki van téve az Atlanti-óceán irányából fújó erős szélnek. A tengerpartot a legtöbb helyen nagy kövek alkotják, melyek néhány helyen tekintélyes sziklákká álltak össze.
Az északi és a déli tengerpartnak más a karakterisztikája. Az északi part sokkal nyíltabb, s ezért sokkal vadabb az itt található természet. Az egyszerűen csak High Cliffnek (Magas Sziklának) hívott szikla Boscastle és Tintagel között a legmagasabb egyenes falú kőtömb a maga 224 méteres magasságával. A másik részen nagy kiterjedésű, arany színű homokkal határolt tengerpartok is vannak, ami a terület egyik nagy turisztikai vonzerejét jelenti. A legfontosabb turisztikai célpontok Bude, St. Agnes, St. Ives, Perranporth, Porthtowan, Polzeath, Fistral Beach, Lusty Glaze Beach and Watergate Bay és Newquay. Az egyetlen folyótorkolat északon a Camelé, mely kikötési lehetőséget biztosít Padstow és Rock számára. A déli partot gyakran Riviérának nevezik, mert sokkal védettebb területen fekszik, és sok folyótorkolat van, mely biztonságos horgonyzóhelyet biztosít Falmouthnál és Foweynél. A déli részen durvább a homok a tengerparton.
A terület belsejét kelet–nyugat irányú, terméketlen vad gerincek borítják, ahol elszórva gránitképződmények is vannak, mint például a Boodmin Moor, a megye legmagasabban fekvő területe. Keletről nyugatra, nagyjából ugyanolyan magasan fekszik a Boodmin Moor, a St. Austelltől északra fekvő vidék, a Camborne körüli terület, Penwith és a Land's End félsziget. Ezek a legfontosabb gránitlelőhelyek a sziget délnyugati részén. Ide tartozik még Devonban, ettől a területtől északabbra Dartmoon és nyugatra Scilly.
A gránit beékelődése az üledékes kőzetek közé nagy mértékű metamorfózist és ásványosodást indított el, ami oda vezetett, hogy a 20. század elejéig Cornwall volt Európa legfontosabb bányászati környéke. Ónt már a bronzkor óta bányásznak ezen a területen, amihez később hozzájött a réz, a ólom, a cink és az ezüst kitermelése. Ezek voltak a cornwalli bányászat fő termékei. A gránit átalakulása adott lehetőséget a kaolinit kitermelésére, főképp St Austelltől északra. Emiatt sok gyár települt ide.
A hegységeket termékeny legelőknek használt farmbirtokok kialakítására is alkalmas terület veszi körül. A déli partokhoz közeli mély, erdős völgyek biztonságos környezetet nyújtanak az olyan növények számára, melyek szeretik az árnyékos területeket és az enyhe, csapadékos időjárást. Ezeknek a területeknek a nagy részét devoni homokkő és pala fedi. Cornwall északkeleti része karbonkori köveken fekszik. Ezt a területet Culm Measuresnek hívják.
A Gyík-félsziget geológiailag szokatlan. A terület nagy részét prekambriumi szerpentinit kőzet borítja, melyek elbűvölő sziklákká álltak össze. A leghíresebb Kynance Cove-nál található. A szerpentinitet kifaragva, megtisztítva ajándéktárgyként árulják az itt járó turistáknak. A félszigeten nő a korni erika (Erica vagans), a félsziget jelképként is használt virága.
Cornwall a félsziget legdélebbi területe, ebből adódóan viszonylag napos és meleg az éghajlata. A tél enyhe, a fagy és a hó a hegyvidéki tájakat leszámítva szokatlan. Az éves középhőmérséklet 9,8–12 °C között, a terület tengerszint feletti magasságától függően változik. Cornwallban általában hűvös, jellemzően nyugati szél fúj az Atlanti-óceán felől, viszonylag gyakori itt az eső – az éves csapadék mennyisége 1051–1290 mm közötti –, de nem annyira, mint északabbra. Cornwall legnagyobb részén évente több mint 1541 órát süt a nap.

## Nevének eredete

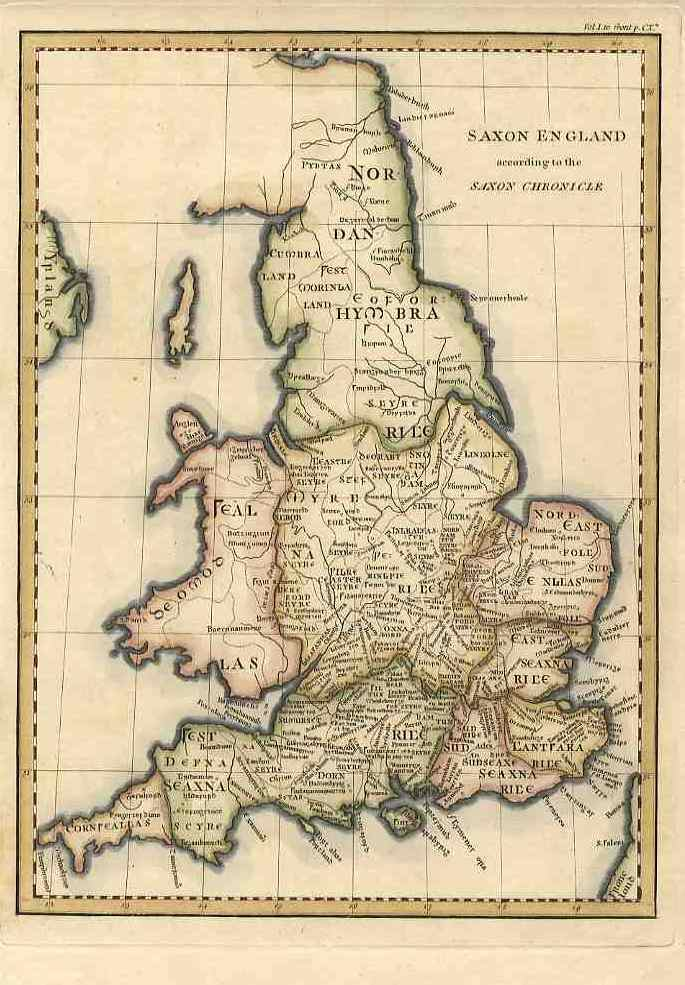
"Cornweallas" az Angolszász krónikában

A terület neve két itt beszélt nyelvből származó szóból ered. A rómaiak az itt élő kornovi kelta törzset cornoviinak nevezték, mely attól a briton törzstől származik, akik a mai korni nyelv elődjét beszélték. A britonok ezt a törzset coreunak is nevezik. Ennek az elnevezésnek két forrása is lehet: az egyik a kelta cem vagy a másik a latin comu szótörzs. Mindkettő jelentése szarv vagy félsziget. Ezzel Cornwall földrajzi alakjára utaltak. A cornoviik sikeresen megalapították területüket, mely 700-tól egészen a középkorig fennmaradt, s a neve Cornubia volt.
A hatodik és hetedik században Cornubia nevének jelentése az óangol nyelvben jelentősen megváltozott. Az angolszászok hozzátették a wealas végződést, melynek jelentése: idegenek. Sok történész azt állítja, ezt a kifejezést a walesiekre használták, de inkább az tűnik valószínűnek, hogy minden, britonok által lakott területet és a hozzájuk tartozó népet így hívtak.

## Történelme
Cornwall történelme a rómaiak előtti lakókkal kezdődik, akik közt megtaláljuk a kelta nyelveket beszélőket, kiknek nyelvéből később kialakult a brit és a korni nyelv. A római invázió után Cornwall meglehetősen távol feküdt a romanizáció fő központjaitól, a római úthálózat azonban Cornwallra is kiterjedt, négy jelentős római településsel, amelyek erődökön alapultak. A mostani Cornwall római elnevezése egy akkori törzs, a kornovi nevéből származik. A sziget római megszállásának kezdetén ez a népcsoport a leírások szerint a mai Wales középső részén, Anglia határánál lakott. Néhány hely neve elárulja, hogy a kornovi törzs ebben az időben vándorolt délre, és telepedett le "Cornwallban". Egy ilyen példa a Gwentben fekvő Coed Kernew, aminek jelentése: Kernow Erdője, de lehet, hogy érthetőbb a mai nyelvezetben a Korni Erdő elnevezés. Számos kapcsolat van a walesi és a korni nép között, amit a közös szentek, a hagyományok hasonlósága is bizonyít. Ezenkívül megerősíti a népvándorlás hihetőségét az, hogy Bretagne-ban is hasonló dolgokkal lehet találkozni. Van Franciaországban egy olyan tradicionális tartomány, melyet Cornouaille-nek hívnak. A heptarchia idejében Cornwallt Nyugat-Walesnek, a mai Walest pedig Észak-Walesnek hívták. Cornwallról az első feljegyzést a szicíliai görög Diodorus Sicilius írta, ami valószínűleg idézet egy i. e. 4. századi földrajztudóstól, Pütheasztól, aki Britanniába hajózott:
Britannia ezen részének lakóit belerionoknak vagy földvégieknek hívják, mert kapcsolatot tartanak fenn külföldi kereskedőkkel, és civilizált az életmódjuk. Ónt készítenek, gondosan megművelik a földet, amiből ezt kitermelik… Itt aztán a kereskedők megveszik az ónt, és innen lovakon Galliába, a Rhône torkolatához viszik.
Nem tudjuk, kik lehettek ezek a kereskedők. Egyik elképzelés szerint föníciaiak, de erre nincs bizonyíték.
Julius Caesar volt az utolsó klasszikus, aki megemlítette az ónkereskedelmet, ami úgy tűnik, a római megszállástól hanyatlóban volt.
Egy teória szerint a rómaiakat megelőző időkben az itteni ónércből ezüstöt vontak ki, mivel az ezüst a vízben található nagy mennyiségű klór miatt könnyen kivált, és ezüst-klorid lett belőle.
A rómaiak távozása után Cornwall ismét független kelta törzsi terület lett.
A kora középkorban Cornwall összetűzésbe keveredett a terjeszkedő Wessexszel. Az Annales Cambriae elbeszélése szerint 722-ben a briton seregek, köztük a cornwalliak is győzelmet arattak „Hehilnél” (valószínűleg a Camel torkolatánál vagy északabbra, Bude környékén) a nyugati szászok fölött.. Egy évszázad eltelik, míg újra hallunk a nyugati szászokról, mikor Egbert wessexi király 814-ben seregeket vezet Cornwallba keletről nyugatra. Az Angolszász krónika elmeséli, hogy 825 környékén az itt élő walesiek és az angolszász devonshire-i népek Galfotdnál összecsaptak. Végül 838-ban Hengestesdune-nál, talán Hingston Downnál a korniakat és viking szövetségesüket leverte Egbert (Angolszász Krónika). William of Malmesbury (az 1125 körül megírt Gesta regum Anglorumban) azt írja, hogy 936 táján Athelstan a Tamar északi partjánál rögzítette a határokat az angol és a korni nép között. A 880-as évekre Wessex Cornwallnak legalább egy részét elfoglalta, ahol Nagy Alfrédnak is voltak földbirtokai. Az angolok itteni terjeszkedésének időrendje nem világos, de Hitvalló Edward idejében már teljesen Anglia része volt. A Domesday Book tanúsága szerint erre az időre teljesen kicserélődött a földbirtokos osztály, minden földet angolok birtokoltak. A normann hódítás után a földeket felosztották, és az új normann hódítók arisztokráciája kapta meg, a területek oroszlánrészét pedig Robert, Mortain grófja, I. Vilmos féltestvére kapta meg, aki a király után ezen a területen a legnagyobb földesúr volt.
Az ónkereskedelem a középkorban újra felvirágzott. Az 1497-ben kitört cornwalli felkelésben egy ideiglenes korni hadsereg Londonba vonult, ahol a királyi haderő felmorzsolta őket. A következő hanyatlás az ónkereskedelemben a 19. század közepén következett be.
Amikor az ónkitermelés elkezdett hanyatlani, sok itteni férfi kivándorolt Amerikába, Ausztráliába, Új-Zélandra és Dél-Afrikába, ahol igényt tartottak képességeikre. A jelenlegi cornwalli bányák a mostani árak mellett gazdaságosan már nem kitermelhetők, de az itt megszerzett szaktudás és az itteni kultúra a világ különböző tájain tovább él. Egy mondás szerint bárhol találsz egy lyukat, annak az alján biztosan találsz kornit is.
Az ónbányászat, a mezőgazdaság és a halászat hanyatlása óta a terület gazdasága nagymértékben függ a turizmustól – Nagy-Britannia legszebb tengerpartjainak nagy része itt található. Cornwall az Egyesült Királyság legszegényebb vidéke, és ezt támogatott kategóriába sorolta az Európai Unió. 1951-ben helyi pártot alapítottak, Mebyon Kernow (Cornwall fiai) néven. Ez a párt helyi szinten tud eredményeket elérni, de a parlamentbe még nem jutott képviselőjük. A képviselők közül ketten helyi nyelven tették le esküjüket.

## Ökológiája
Cornwallnak gazdag élővilága van, amiben benne van a szárazföldi és a tengeri ökoszisztéma is. Egyik kihalóban lévő, ezért törvényileg védett a tömlősgombák közé tartozó Cladonia rangiferina.

## Politika és közigazgatás

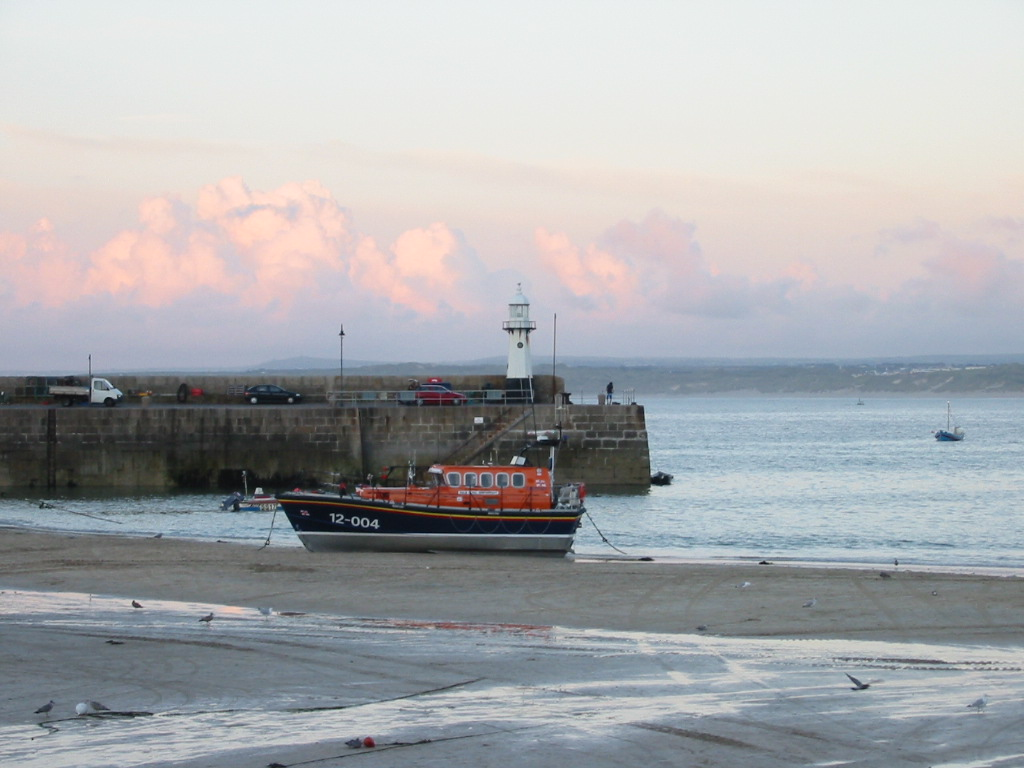
St Ives kikötő

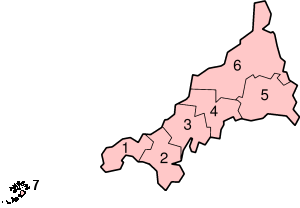
1. Penwith 2. Kerrier 3. Carrick 4.Restormel 5. Caradon 6. Észak-Cornwall 7. Scilly

Cornwallnak öt képviselői helye volt a brit alsóházban, a 2005-ös választásokon mindet a Liberális Demokraták szerezték meg. A következő választásoktól eggyel több választókerület lett, így hatra növekedett a képviselők száma. A 2015-ös választásokon mind a hat helyet a konzervatívok nyerték meg.
A közgyűléseket Truróban tartják, a 2010-es választásokig 82 képviselője volt, a többségét liberális demokraták nyerték meg. A megyén belül hat régió van, aminek összesen 249 képviselői helye volt a saját tanácsaiban. Keletről nyugatra a körzetek: Észak-Cornwall, Caradon, Restormel, Carrick, Kerrier, és Penwith. A legtöbb képviselője összességében a liberális demokratáknak, majd a konzervatívoknak, végül a függetleneknek van. Scilly volt, hogy Cornwallhoz tartozott, de ma független önkormányzattal rendelkező terület. Ennek ellenére számos tekintetben Cornwallhoz sorolják. Ide tartozik az egészségügyi ellátás és a rendőrség.
2007. július 25-én Cornwall önkormányzati státuszát elfogadta a kormányzat, a döntés életbe léptével, 2009 elején, a mostani hat körzet eltűnt, s helyette egy trurói központú vezetőség irányítja a megyét. Az új tanács neve Cornwalli Tanács lesz.
A legnagyobb, a megyében versenyző, bejegyzett pártok a konzervatívok, a zöldek, a Munkáspárt a liberális demokraták, a Mebyon Kernow és az UKIP.
Egy függetlenségi mozgalom nagyobb autonómiát akar, a többi kelta néppel együtt. Ezen felül vannak olyan személyek és szervezetek, amelyek megkérdőjelezik Cornwall jelenlegi alkotmányos státuszát és Cornwallnak a Cornwalli Hercegséggel való kapcsolatát.
A korni nacionalisták két pártot hoztak létre, a Mebyon Kernowot és a Korni Nacionalista Pártot. Ezek mellett egy parlamentnek nevezett testület is nyomást gyakorol a korni nemzeti ügyek érdekében, és a Cornwall 2000 emberi jogi csoport dolgozik a cornwalli kultúra érdekében. 2000 novemberében megalapították a Korni Alkotmányos Konvenciót, hogy kampányoljon a cornwalli képviselő testület megalakításáért. Ez egy pártokat átívelő összefogás, amelyben a magánszektor és a közszféra dolgozói, minden politikai csoportosulás részt vesz. 2000. március 5. és 2001 decembere között a kampány 41 650 helybéli és 8896 máshol lakó aláírását gyűjtötte össze, hogy Cornwallnak legyen saját képviselő testülete.

## Zászlaja
Sokan Szent Pirán zászlaját tekintik Cornwall zászlajának. Többek között ide tartoznak a korni nacionalisták is. A többiek csupán a megye zászlaját látják benne. Szent Pirán jelképe a fekete alapon fehér kereszt; egy történet szerint a színek eredete abból ered, hogy egyszer megpillantotta a fehér ónt a fekete szén között, amikor megpróbálta felfedezni az ónt. Egy 1847-es történet ezt mondja Szent Pirán zászlajáról: Szent Pirán keresztje a korni emberek ősi jelképe. A régi Bretagne zászlaja a mai Cornwall zászlajának az inverze volt: fehér alapon fekete kereszt.
Sokan úgy gondolják, hogy a fehér jelképezi a fehér ónfémet, és a fekete az ónércet. Egy másik felfogás szerint a fehér a sötétségen átvilágító igazság fényét szimbolizálja.
Megint más teória szerint a fehér kereszt a vulkáni eredetű metamorfikus gránitot és palát jelképezi a zászlóban. Ezek az anyagok megtalálhatók Cornwall Dél-Walesnek nevezett területén.) Eszerint a fekete a devoni palatáblát és a karbon kori homokkövet jelképezi, amelyek nagyrészt feketék vagy sötétszürkék, és a terület északi részén találhatók.
Vitatkoznak még azon, hogy a terület védőszentje Mihály arkangyal, Szent Petroc vagy Szent Pirán, de legelterjedtebben az utóbbit tekintik és nemzetközileg is ő az elfogadott. Az ő jelképét tekintik a legtöbben Cornwall zászlajának, és március 5-ét, Szent Pirán napját a korni diaszpóra mindenhol megünnepli.

## Népessége

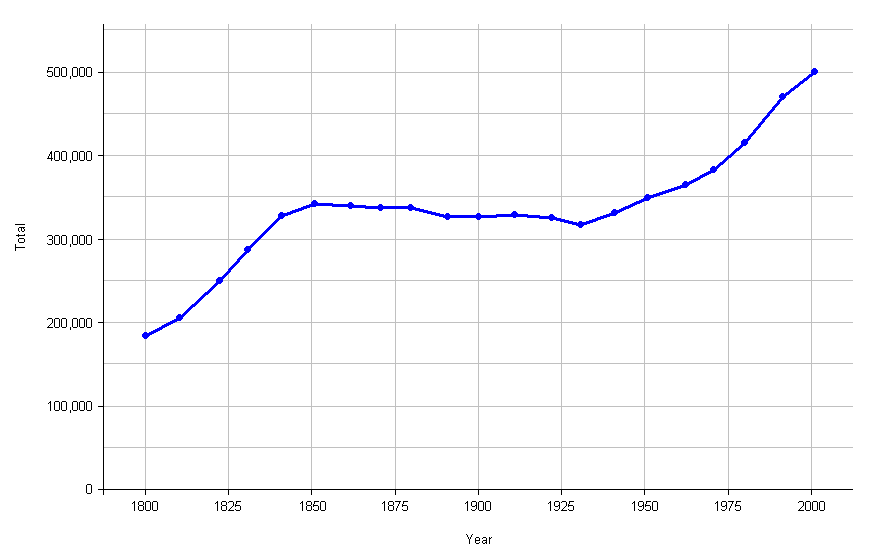
Cornwall népességének változása 1800 és 2001 között

Cornwall népessége 513 527 fő, népsűrűsége 144 fő/km², ezzel a 48 angol megye 40-41. legnépesebb területe. Népességnövekedése dinamikus, az 1980-as években 11,2%, egy évtizeddel később 5,3%, amivel a megyék között az ötödik helyen áll. A természetes népességváltozás csökkenést mutat, ezért a külső bevándorlás nagyon fontos szerepet játszik Cornwallban. Az 1991-es népszámlálás adatai szerint akkor a terület népessége 469 800 fő volt. A 2015-ös adatok szerint 551 700 fő.
Cornwall lakossága jelentősen elöregedett, közülük 22,9% nyugdíjas, míg ez az arány országosan 20,3% az Egyesült Királyságban. Ez lehet, hogy a mezőgazdasági és tengerparti területekkel való magas fokú lefedettségének és az itt született fiatalok gazdaságilag fejlettebb területekre való kivándorlásának tulajdonítható. Az idősek be- és a fiatalok kivándorlása régóta megfigyelhető, állandósult jelenség.
Cornwall Bretagne, az Ír-sziget, a Man sziget, Skócia és Wales mellett egyike a hat kelta területnek. Csak a népesség 7%-a vallotta magát korninak a 2001-es népszámláláskor.

## Gazdasága
Cornwall az Egyesült Királyság egyik legszegényebb területe. 2004-ben az egy főre eső GNP 65%-a az országos szintnek. Az EU-27 átlagához képest a terület GNP-értéke 79,2%, míg az országé 123%.
Cornwall egyike az ország négy területének; szegénysége miatt támogatást kap az EU Európai Szociális Alapjából. Ma az itteni gazdaság nagymértékben függ a turisztikai iparág sikerességén, ami a gazdaság negyedéért felelős. Ha részletesebben megvizsgáljuk a kisebb körzeteket, láthatóvá válik, hogy Anglia legszegényebb területei közül ugyanúgy kerülnek ki innen, mint a leggazdagabbak közül. Az Angliában lévő 32 482, statisztikailag vizsgálható terület között a nélkülözést mérő mutatószámok alapján az itteni körzetek a 819-től (Észak-Penzance egy része) 30 899-ig (Saltash Burraton egy része Caradonban) találhatók, ahol az alacsonyabb szám a nagyobb nélkülözést mutatja.
Cornwall egyedi kultúrája, különleges tájai és hűvös időjárása teszi a turisták kedvelt célpontjává annak ellenére, hogy az ország főbb turistacsalogató attrakcióitól messze fekszik. Három oldalról a La Manche és a Kelta-tenger szegélyezi, így itt több mérföldnyi tengerpart és szikla van. Az egyéb látványosságok közé tartoznak a mocsaras területek, a vidéki kertek és az erdős völgyek. Évente ötmillióan érkeznek ide, legtöbben az országon belülről. Az idelátogatók repülővel a newquay-i és a plymouthi repülőterekre jöhetnek, míg a magánrepülőket, a charterjáratokat és a helikoptereket Perranporth is tudja fogadni. Nappali és hálókocsikkal felszerelt éjszakai vonatok biztosítják a vasúton történő eljutást Londonból és még néhány helyről az országon belülről, Cornwallba.
Newquay és Porthtowan a szörfösök kedvenc célpontjai. Az utóbbi években St Austell melletti Eden Project ért el nagyobb gazdasági sikert, s minden nyolcadik látogatót ez vonzott ide.
A többi, itt meglévő iparág közé tartozik a halászat, bár ezt nagy mértékben sújtja az EU halászati politikája. (A Southwest Handline Fisherman's Association (Délnyugati Halászok Szövetkezete) már elkezdte újjáéleszteni a halászatot.) Másik nagy terület a mezőgazdaság szintén jelentősen hanyatlott. Az ón- és rézbányászat is jelentős volt egykor, de ma már csak világörökségi helyszínként élnek tovább az elhagyott bányák. Ennek ellenére a Camborne School of Mines bányászati iskola még ma is kiváló a saját területén, világörökségi helynek is jelölték, hogy a turizmusból tudják fedezni az állagmegóvást. Régebben St Austell környékén fontos iparág volt a kaolinitbányászat is, de manapság ez a szektor is hanyatlik, az egyre nagyobb mértékű gépesítés is oka az egyre nagyobb elbocsátásoknak.
A legutóbbi években Cornwallban a kreatív ipar nagy növekedésen ment át, amit nagyrészt az EU támogatásainak köszönhet. Ezek közé tartozik a design, az építészet, a képzőművészet és a fényképészet.

## Kultúrája

### Korni nyelv
Ez a nyelv közeli rokonságban van a walesi és a breton nyelvvel, és távolabbi rokona az írnek, a skót gael és a manx nyelvnek. Egy 2000-ben készült tanulmány szerint körülbelül 300 ember beszéli folyékonyan ezt a nyelvet. Ennek ellenére az Egyesült Királyságban egyetlen törvény sem említi. A nyelvet még 12 általános iskolában tanítják, és alkalmanként használják is egyházi vagy civil rendezvények alkalmával.

### Vallás
Sok helyet az ideérkező ír és walesi hittérítőkről neveztek el, akik az ötödik században érkeztek, és haláluk után szentté avatták őket. Néhány misszionárius történeti hitelessége problematikus és Doble kimutatta, hogy ez elterjedt volt a középkorban, hogy a helyet egy szenttel hozzák összefüggésbe. Néhányan ezek közül a szentek közül nem szerepelnek a régi szentek listáján.
Szent Piránt tekintik Cornwall védőszentjének, akiről Perranporth a nevét kapta.
A XVI. században, az 1549-es felkeléskor voltak olyanok, akik a katolikus hitről át akarták téríteni a híveket a protestáns hitek egyikére. A XVIII. századtól a XX. század közepéig a metodista volt a legjellemzőbb keresztyén vallás, de ez ma már hanyatlóban van. Az anglikán truroi egyházmegyét 1877-ben alapították.
Cornwall és délnyugat-Anglia Európában a legtöbb buddhistának ad helyet.

### Vizuális kultúra
A XIX. század óta Cornwall a maga érintetlen tengerparti látképével és az itteni sok napsütéssel nagy hírnévre tett szert a vizuális művészetek alkotói körében. Az itteni művészeti tevékenységek központja, a newlyni művésztelep az előző századfordulón volt híres, és olyan nevekkel fémjelezhető, mint Stanhope Forbes, Elizabeth Forbes, Norman Garstin és Lamorna Birch. A két világháború között olyan írók éltek itt, mint D.H. Lawrence és Virginia Woolf. A második világháború kitörésekor költözött ide Ben Nicholson, festő és felesége, Barbara Hepworth szobrász. A festő már az 1920-as években meglátogatta St Ivest. Később csatlakozott hozzájuk az orosz emigráns, Naum Gabo és még mások is. Közéjük tartozott Peter Lanyon, Terry Frost, Patrick Heron, Bryan Wynter és Roger Hilton. St Ivesban van a Leach Pottery, ahol Bernard Leach és követői sikerre vitték a japán eredetű, kis területen működő stúdió-fazekasműhelyeket. Sok modern alkotás látható a Tate St Ivesban.

### Zene és fesztiválok
Cornwallnak gazdag és változatos népzenei hagyományai vannak, amik egészen napjainkig fennmaradtak. Ismertebb néphagyományok a Mummers Play, a Fury Dance Helstonban és az Obby Oss Padstowban.
Mint a többi régi bányászkörnyéken, a férfikórus és a fúvószenekar nagyon népszerű Cornwallban.
Korni művészek elsősorban kelta fesztiválokon lépnek fel, amik közül itt rendezik meg Perranporth Lowender Folklórfesztiválját.
A modern kultúra tekintetében innen származik Richard D. James, aki Aphex Twin néven vált ismertté, és Alex Parks, aki a Fame Academy díját 2003-ban nyerte el. Roger Taylor, a Queen dobosa szintén itt nevelkedett, és most is Falmouthtól nem messze lakik. Tori Amos amerikai énekes és zeneszerző most családjával Észak-Cornwallban, Bude mellett él.
A Cornwalli Hegedűs Zenekar  húros hangszereken játssza a kelta népek zenéit.

### Sport és játék
Cornwall nemzeti sportja a birkózás, ami a bretagne-i birkózásra hasonlít. Népszerű a korni hurling, amit ezüstlabdával játszanak. Ez nem összekeverendő a hurlinggal, amit az Ír-szigeten játszanak. E sport legismertebb helyszínei St Columb Major és St Ives.
Bár sokan úgy vélik, hogy a rögbit a Rughby Schoolban kezdték el játszani, de ennél sokkal régebbi, hasonló játékokról szóló írások is fennmaradtak. Ezek közé tartozik az Richard Carew 1602-ben írt munkája, a Survey of Cornwall, ebben egy a rögbihez hasonlító játékról ír, amely távol áll a hurlingtól. A korni hurler játékosok Londonba utaztak, hogy itt több alkalommal bemutató mérkőzést játsszanak a XVII. század folyamán. Az uniós rögbinek itt van a legnagyobb szurkolótábora (nagyobb, mint a labdarúgásnak). Két itteni csapat is benn van a nemzeti ligában: a Cornish Pirates (előző neve Penzance & Newlyn RFC volt) és a Launcerston RFC, a „Korni Feketék”. Szintén nagyon népszerű a másodosztályban játszó Redruth R.F.C., a Vörösök. A korni rögbiválogatott mérkőzéseire gyakran tömött sorokban érkeznek a szurkolók az országos bajnokságokra.
Annak ellenére, hogy a megyében játszik, a devoni Plymouth Argile F.C. errefelé is nagyon népszerű. A Cornwalli Labdarúgó Szövetséget 1889-ben alapították. A legmagasabb színvonalú és kétségtelenül a legnépszerűbb korni labdarúgócsapat a Truro City F.C., mely 2007-ben első cornwalli csapatként játszhatott a Wembley-stadionban, ahol megnyerték az FA Vase-t. Cornwall azon kevés megyék egyike, amelyek még sohasem adtak otthont ligamérkőzésnek, és még soha nem játszott egyetlen csapata sem a Football Conference keretei között. 1966-ban a korni korni Mike Trebilcock két gólt lőtt az Evertonnak az FA kupa döntőjén. John Gilbert Jack Cock olyan korni játékos volt, aki több csapatnál is csatárposztot játszott. Ő volt az első korni származású, aki az angol nemzeti válogatottban játszott és lőtt gólt. 1901-ben Mexikó első labdarúgócsapatát korni bányászok alapították. Ez volt a Club de Fútbol Pachuca. Eredetileg kedvtelésből, szabadidejükben játszottak. 1917 és 1920 között a csapat a korni Alfred Crowle vezetésével bajnok volt.
A Cornwall Cougars az egyetlen nemzeti bajnokságban játszó kosárlabdacsapat. Székhelye St Austellben van.
Az itteni hosszú tengerpartnak köszönhetően igen kedveltek itt a vízi sportok, mint például a hajózás és a szörfözés. Mindkét sportágban rendeznek itt nemzetközi versenyeket. 2006-ban itt rendezték meg a Vízi Sportok Összkelta Fesztiválját. A szörfözés nagyon népszerű, leginkább az olyan helyeken, mint Bude és Newquay. Ezek a területek a leginkább megfelelőek az országban. A korni kormányos gig (kielboat) már évek óta népszerű, és Scillyn évente rendeznek ebben a sportágban világbajnokságot.
A sziklamászás A. W. Andrews felfedezőmunkája óta népszerű ezen a területen.[forrás?]
Az euchre Cornwallban népszerű kártyajáték. Általában négyen játsszák, a játékosok két csapatot alkotnak. Eredete bizonytalan, de néhányan azt mondják, korni játék.
A 2006. évi Nemzetközösségi Játékokon Cornwall azt szerette volna elérni, hogy Cornwall Guernseyhez és Man-szigethez hasonlóan külön indulhasson a játékokon.
2007. szeptember 2-án több mint 300 szörfös érkezett Polzeath tengerpartjára, hogy megdöntsék azt a rekordot, hogy egy hullámot egyszerre hányan használnak fel szörfözésre. Erre a kísérletre a globális felmelegedésre figyelmeztető Earthwave rendezvény keretében került sor. Az ezt megelőző világrekord 44 volt, amit Írország tart. A nem hitelesített legnagyobb szám 73, amit a dél-afrikai Kahunai Szörfakadémia állított fel.
2001 és 2003 között az egyetlen teljesen professzionális sportcsapat a Trelawny Tigers motorkerékpáros csapat volt, akik a St Austell mellett fekvő Clay Country Moto Parkban tartották edzéseiket. A csapat az amatőr St Austell Gullsból nőtte ki magát, ami 1997 és 2000 között működött.
A Trelawny Tigers alatt egy új helyi gyorsasági motoros, Chris Harris mutatkozott be, azóta a világ egyik legjobbjaként vált ismertté. Cornwall-szerte igen népszerű, és kétszer elnyerte a helyi televíziós személyiségének járó díjat. Chris füves pályás versenyeken vált ismertté. Ez a motorozásnak egy népszerű, cornwalli válfaja. Jelenleg a Speedway Grand Prixban, az előkelő gyorsasági versenysorozatban versenyez.

### Ételek, italok
Cornwallnak régi gasztronómiai hagyományai vannak. Mivel három oldalról tenger veszi körül, sok halat lehet fogni. Itt természetesen megtalálhatók a friss tengeri ételek: Newlyn a legnagyobb az ország legnagyobb halászati kikötője, ha a méretet a kirakodott halak értékében mérjük. Rick Stein televíziós szakács emiatt sokáig üzemeltetett Padstow-ban egy halételekre specializálódott éttermet, és Jamie Oliver is Newquay közelében, Watergate Bayben nyitotta meg második éttermét, a Fifteent.

## Mottó
Cornwall jelmondata korniul 'Onen Hag Oll', aminek jelentése: Mindenki.

## Fordítás
- Ez a szócikk részben vagy egészben  a   Cornwall című angol Wikipédia-szócikk ezen változatának fordításán alapul.  Az eredeti cikk szerkesztőit annak laptörténete sorolja fel. Ez a jelzés csupán a megfogalmazás eredetét és a szerzői jogokat jelzi, nem szolgál a cikkben szereplő információk forrásmegjelöléseként.